# 國分八幡宮 (高松市)
國分八幡宮（こくぶはちまんぐう）は、香川県高松市国分寺町に鎮座する神社である。讃岐国分寺正八幡。

## 歴史
国分寺の表鬼門にあたる東北に国分寺の鎮護のため並びに阿野七郷の産土神として天平勝宝年間に当宮は創祀されたという。
空海が讃岐巡錫のおり、国分寺および当宮を修復し、以降、国分寺歴世の崇敬により社殿壮麗であった。また、讃岐国司の崇敬厚く繁栄する。
天正年間、戦火により焼失するも、慶長2年（1597年）には国主生駒氏により再興される。寛永2年（1625年）地震により本殿損壊するも復興される。
万治年間（1658年から1661年）に炎上し現境内（標高66m）の西に隣接する宮池（標高49m）になっている所から、大禿山（オオカムロ 標高176.3m）の中腹である岩川山の古来より祭祀が行われていた霊地に新殿を造営し遷座し、岩川八幡神社また国府八幡とよばれた。
昭和になって國分八幡宮と改称した。
明治初年に村社、明治40年10月24日新撰幣帛料供進神社に指定、昭和10年10月5日郷社に昇格する。
現在　ユニークな各種御朱印を授与してもらえる。郵送も受け付けている。

## 祭神
- 誉田別天皇
- 足仲彦尊
- 息長足姫尊
- 神日本磐余彦火々出見尊
- 白蛇大神

## 境内
- 一の鳥居・國分八幡宮の扁額
- 二の鳥居・岩川八幡神社の扁額
- 末社祠　祓戸神社・瀬織津比売神ほか
- 隋神門
- 本殿拝殿
- 磐座（いわくら）
- 神明鳥居

これより大禿山頂上に登山
本殿裏より山頂まで約20分、ほぼ直登で地肌道で滑りやすいので登山靴で雨天は不可。

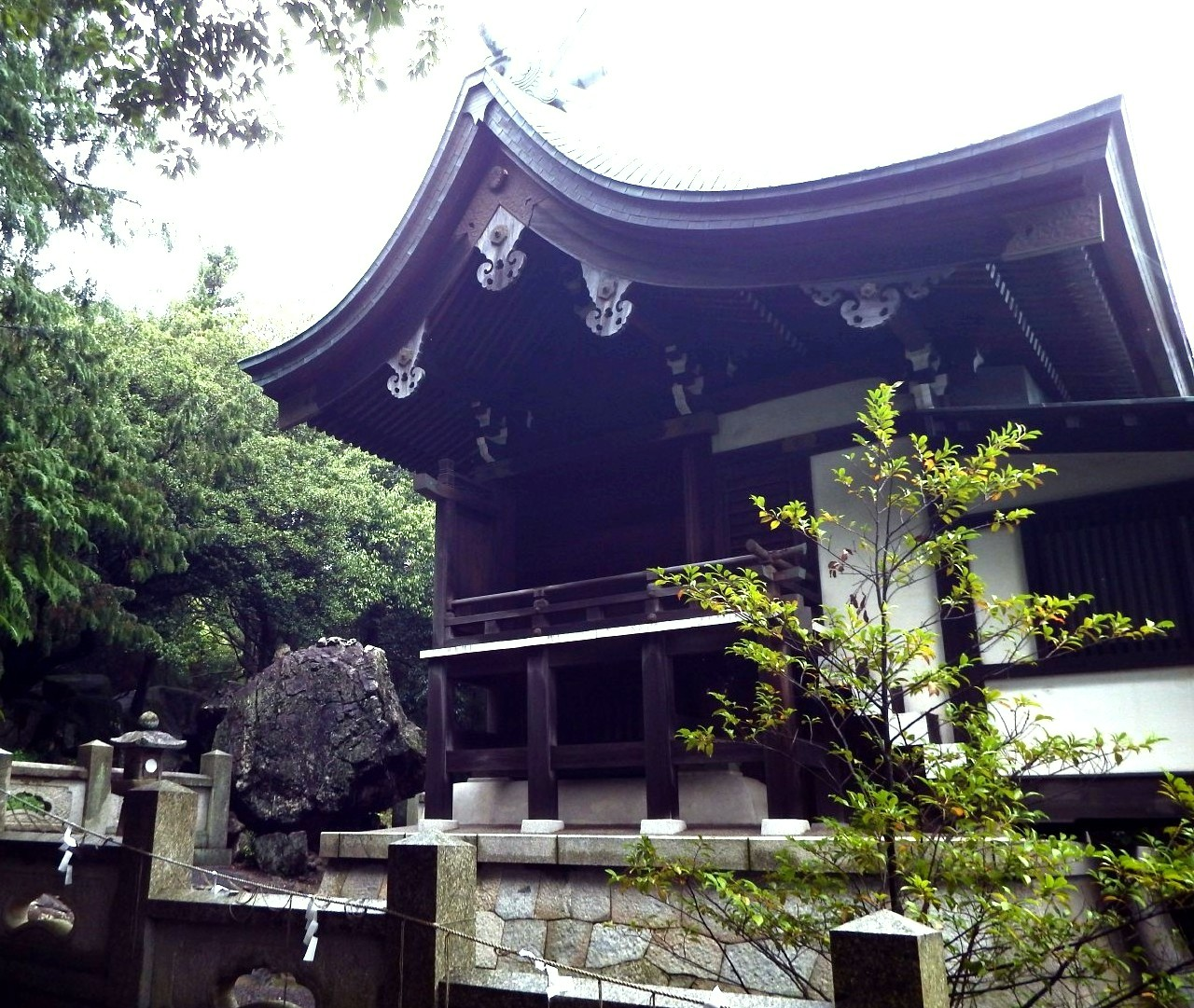
本殿と磐座
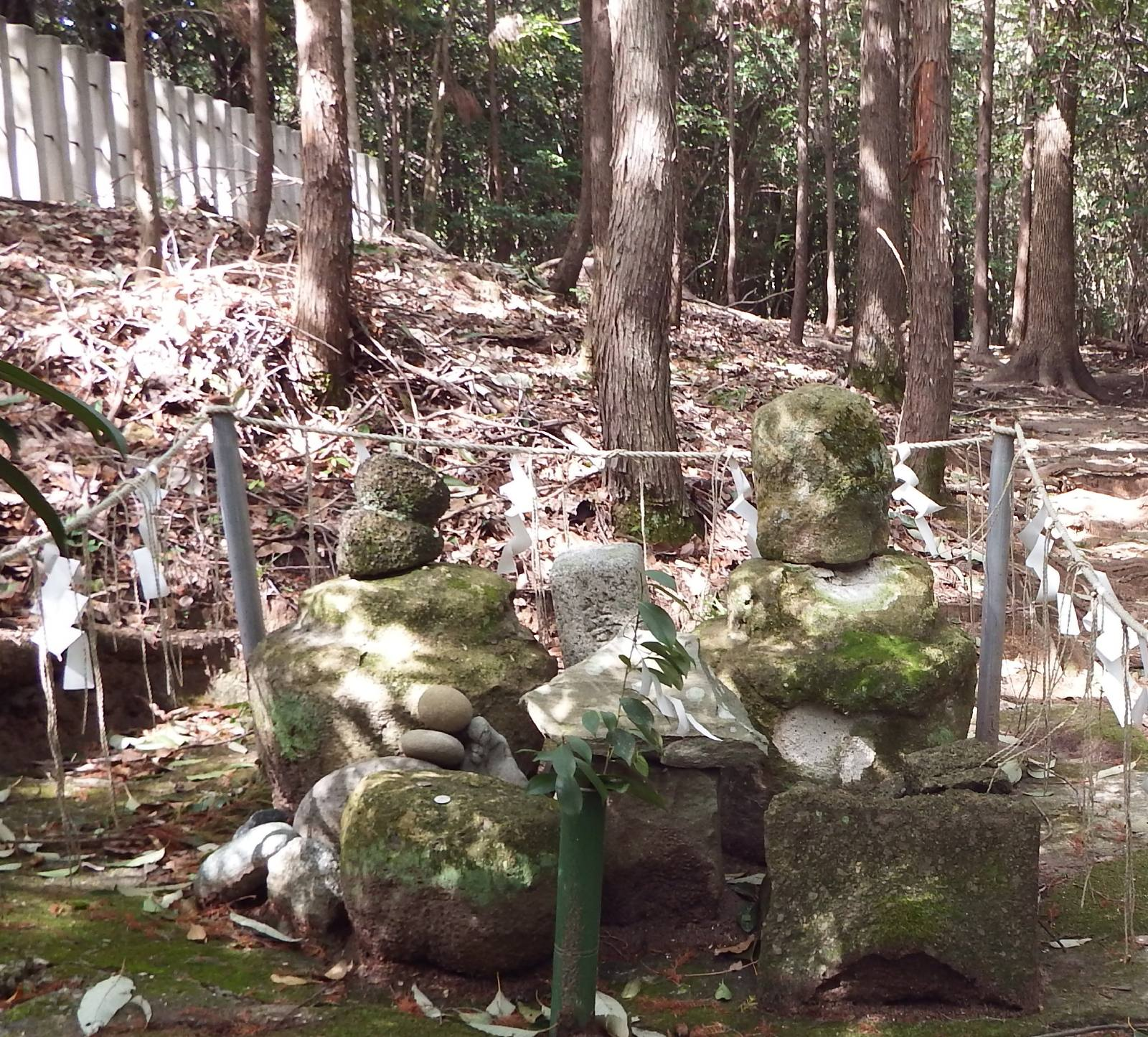
縁切り塚
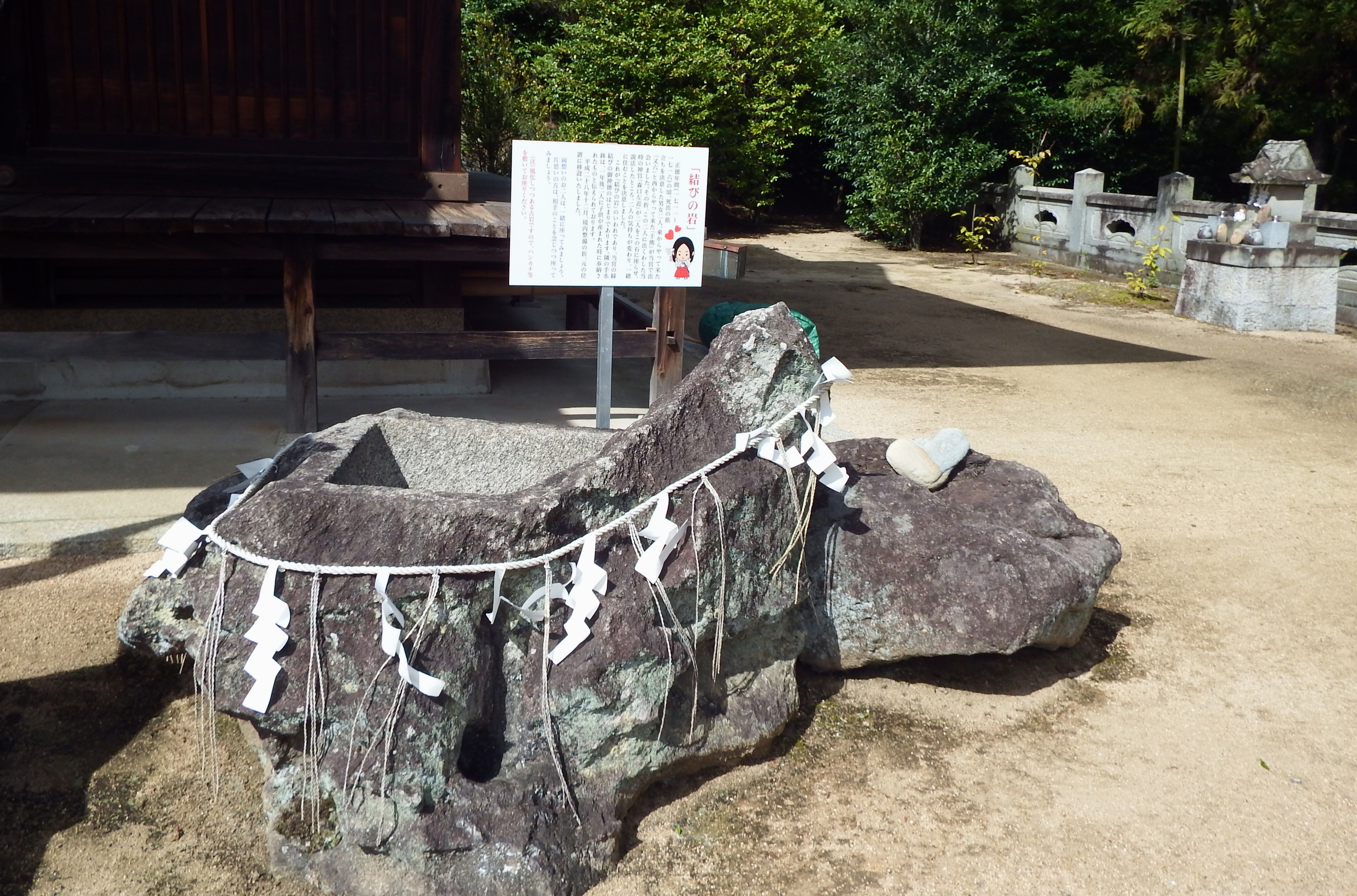
縁結び岩
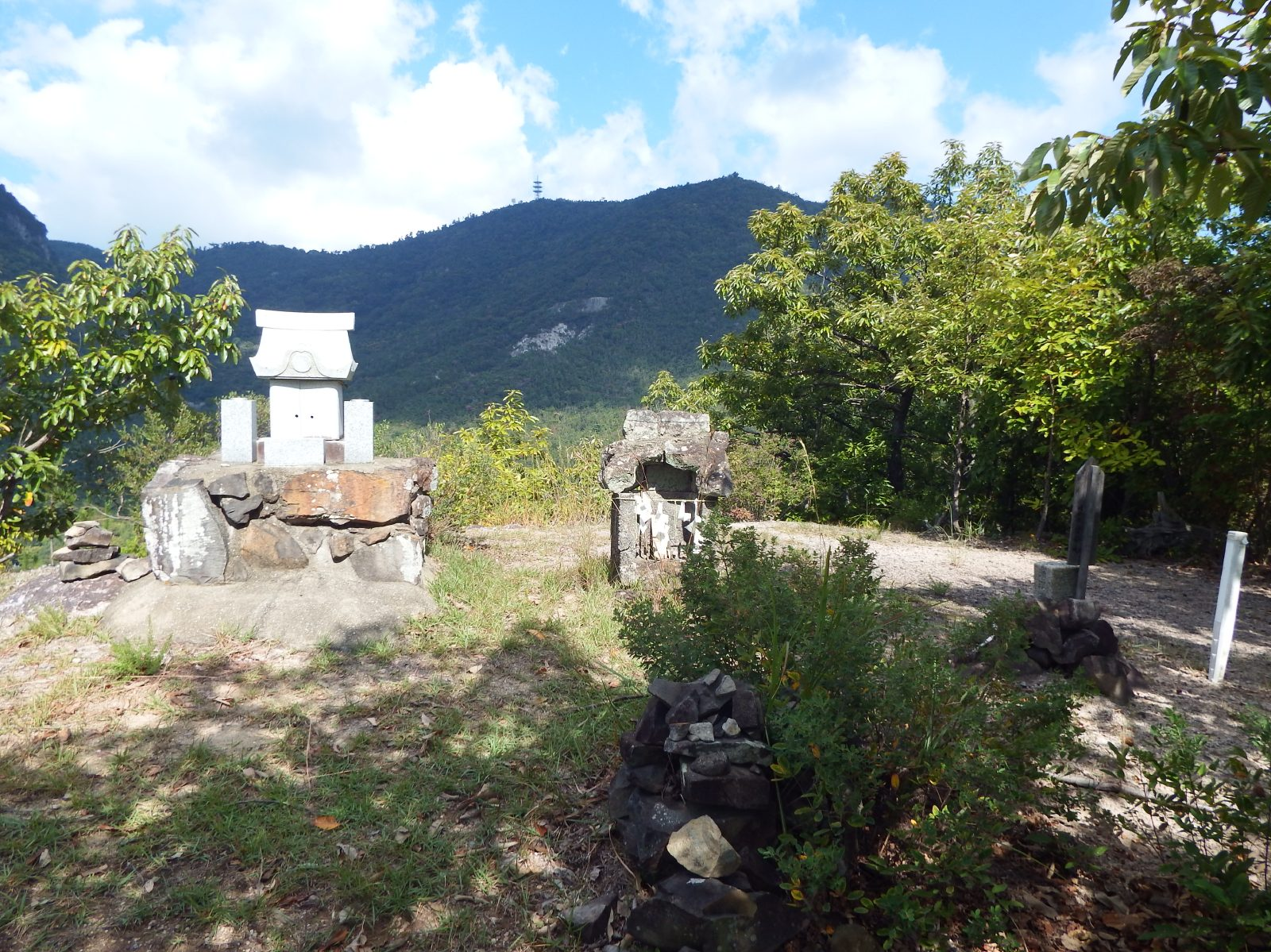
大禿山頂上 石の祠 水分大神・大物主神
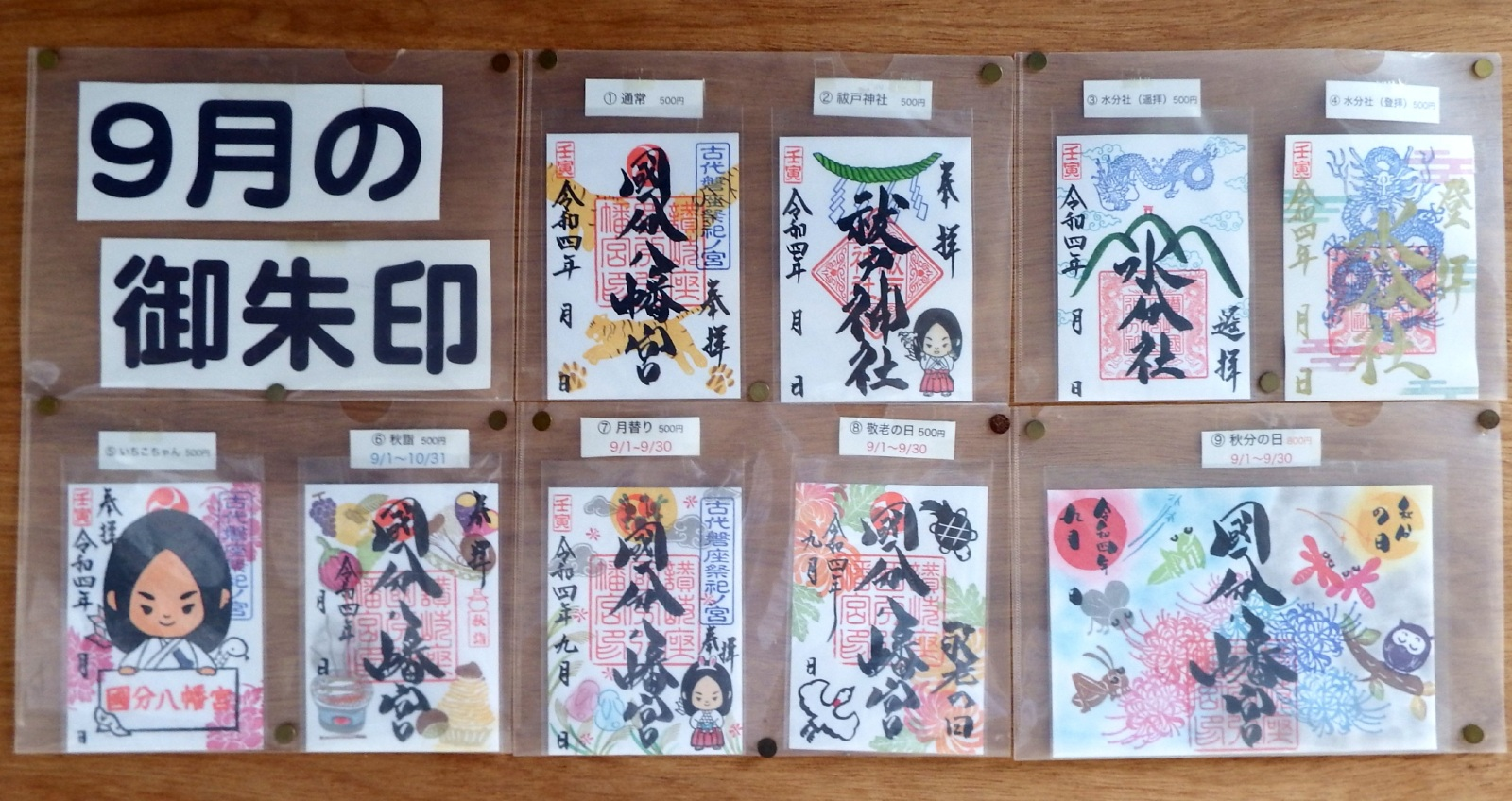
御朱印

宮池からの車道で社務所前の無料駐車場へ
- その途中の鳥居・國分八幡宮の扁額

- 本殿と磐座
- 縁切り塚
- 縁結び岩
- 大禿山　頂上
- 御朱印

## 交通
- 讃岐国分寺より自動車で5分。